# Jean Joseph Marguet
Pour les articles homonymes, voir Marguet.
Jean Joseph Étienne, baron Marguet, né le 13 janvier 1773 à Arçon et mort le 1er février 1814 à la bataille de La Rothière, est un général français du Premier Empire.

## Biographie
Né le 13 janvier 1773 à Arçon, dans le département du Doubs, Jean Joseph Marguet est l'aîné des sept enfants d'un couple de cultivateurs, Xavier Marguet et Anne Claudine Tissot. Avant de s'engager, il est dans le civil instituteur à Maison du bois, commune proche d'Arçon. Il entre en service en 1792 comme engagé volontaire au 7e bataillon de volontaires du Doubs. Il passe successivement caporal le 3 août suivant, sergent le 25 avril 1793 et sergent de grenadiers le 19 juillet 1794, avant d'être muté à la 112e demi-brigade d'infanterie de ligne le 29 décembre 1794.
Fait prisonnier le 15 décembre 1795, il rentre de captivité le 13 février 1796. Il est alors affecté à la 88e demi-brigade d'infanterie de ligne et est blessé devant Gradisca en Italie le 19 mars 1797. Il est nommé sergent-major le 20 avril 1797 à l'Armée d'Italie. Le 28 novembre 1798, il est promu sous-lieutenant au corps expéditionnaire d'Égypte par le général Bonaparte et est nommé lieutenant par le général Menou le 27 avril 1801.
De retour en France, Marguet passe capitaine à l'Armée des côtes de l'Océan le 3 mars 1804 et est fait chevalier de la Légion d'honneur le 24 avril 1806. De 1805 à 1807, il fait la campagne d'Allemagne puis la campagne de Prusse et de Pologne au sein de la division Suchet. Chef de bataillon le 6 septembre 1808, il est affecté en Espagne la même année et y sert jusqu'en 1812. Au cours de cette période, il devient officier de la Légion d'honneur le 17 décembre 1809, lieutenant-colonel le 26 août 1811 et colonel commandant le 100e régiment d'infanterie de ligne le 1er novembre suivant. Le 23 juillet 1813, il passe colonel major du 4e régiment de voltigeurs de la Garde impériale et est créé baron de l'Empire le 16 août 1813, avec rente annuelle de 1 000 francs sur l'octroi du Rhin par décret du 20 mai 1811.
Il est promu général de brigade le 14 septembre 1813, attaché à la 5e division de la Jeune Garde. Il est également élevé au grade de commandeur de la Légion d'honneur le 23 novembre suivant. Il est tué d'une balle au front devant le village de La Rothière le 1er février 1814.

## Bibliographie

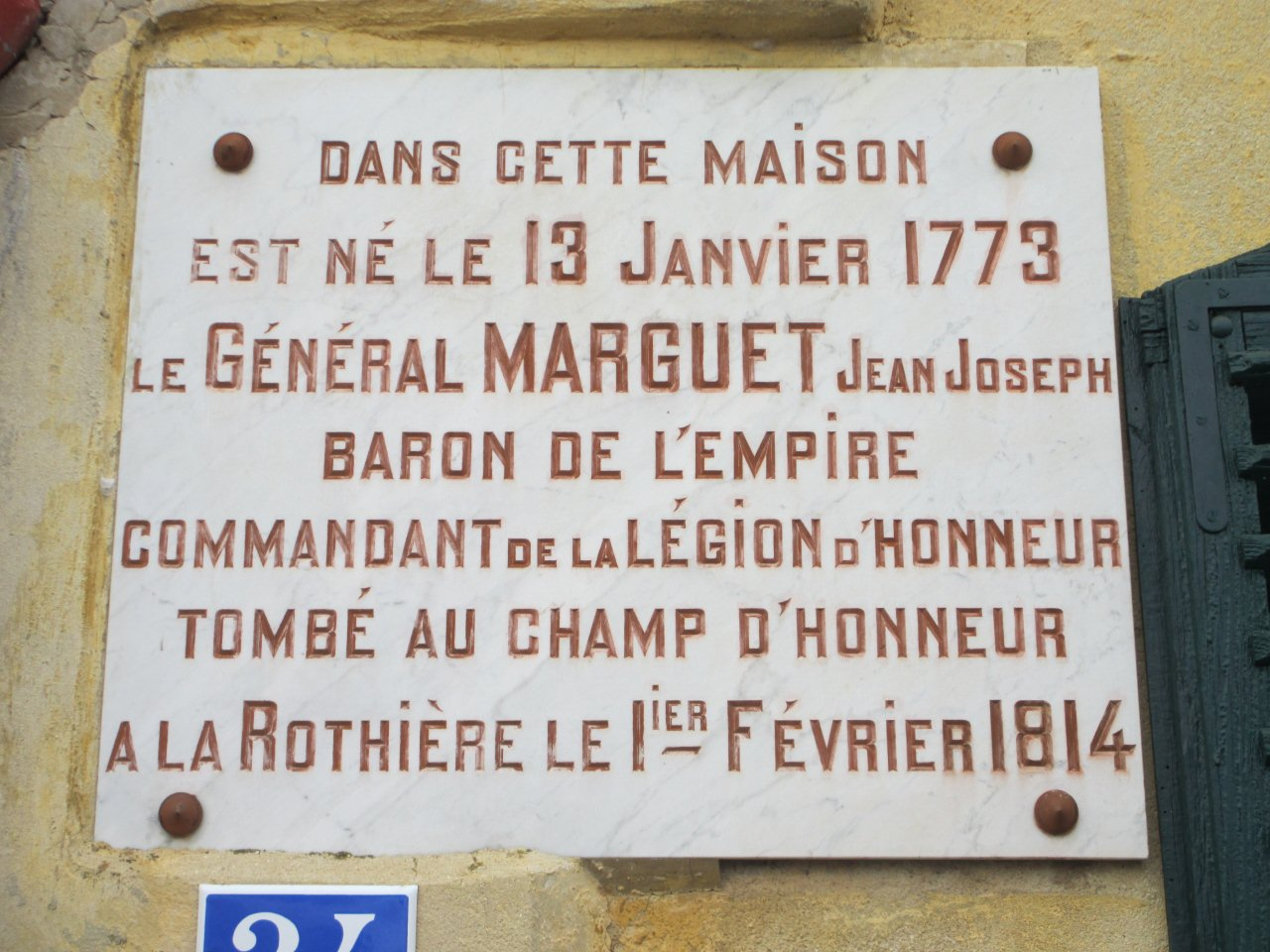
Plaque commémorative posée à l'occasion de la célébration du 11 novembre 1930.